# Ctenotus regius
Ctenotus regius este o specie de șopârle din genul Ctenotus, familia Scincidae, descrisă de Storr 1971. Conform Catalogue of Life specia Ctenotus regius nu are subspecii cunoscute.